# Planiemen rotundus
Genre
Espèce
Synonymes
- Pachyballus rotundus Wesołowska & van Harten, 1994

Planiemen rotundus, unique représentant du genre Planiemen, est une espèce d'araignées aranéomorphes de la famille des Salticidae.

## Distribution
Cette espèce est endémique du Yémen.

## Publications originales
- Wesołowska & van Harten, 1994 : The jumping spiders (Salticidae, Araneae) of Yemen. Yemeni-German Plant Protection Project, Sana'a, p. 1-86.
- Wesołowska & van Harten, 2007 : Additions to the knowledge of jumping spiders (Araneae: Salticidae) of Yemen. Fauna of Arabia, vol. 23, p. 189-269.